# Putney Bridge

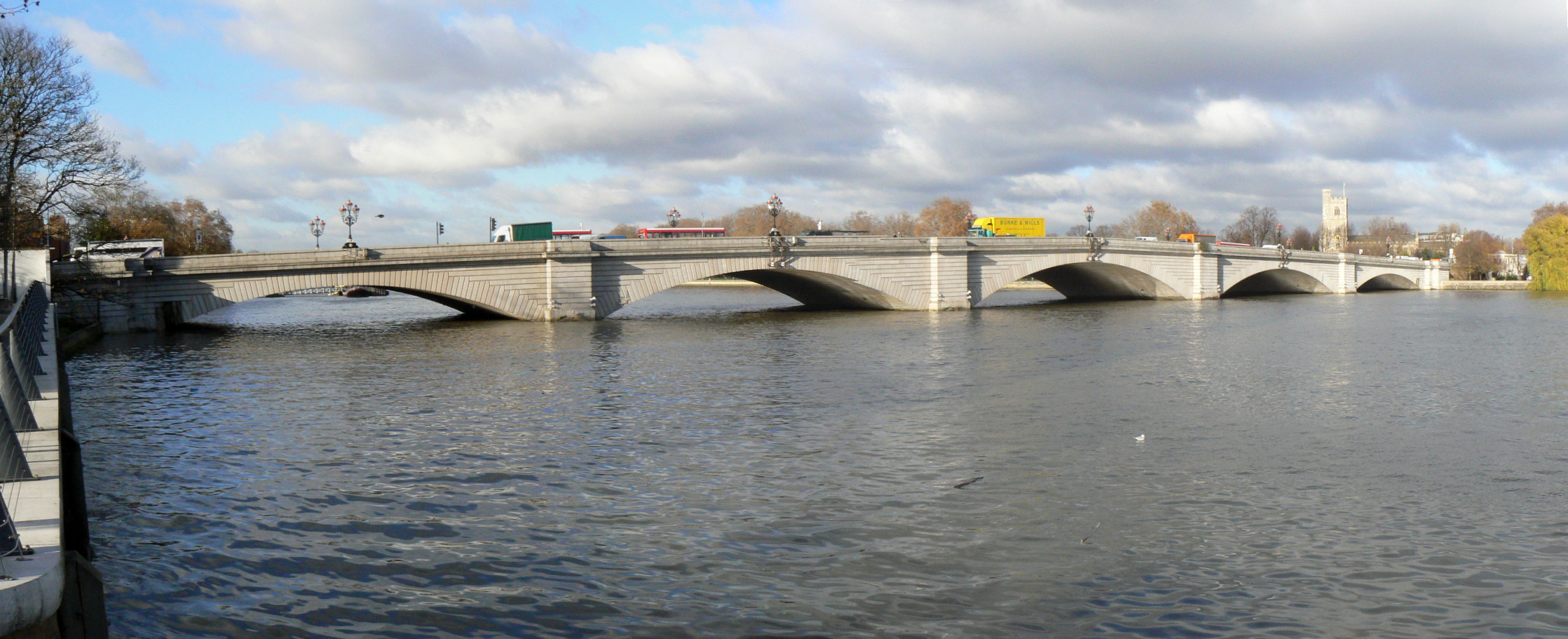
Putney Bridge aux hautes-eaux de 2007.

Pour l’article homonyme, voir Putney Bridge (métro de Londres).
Putney Bridge est un pont de la ville de Londres traversant la Tamise entre Putney sur la rive sud et Fulham sur la rive nord. Il est situé entre les ponts de Hammersmith et de Wandsworth. Le premier pont a été construit en 1729 ; le pont actuel date de la fin de 1886.

## Histoire
Le premier pont reliant les paroisses de Fulham et de Putney remonte à la Première révolution anglaise: après la bataille de Brentford (1642), les Républicains firent construire un ponton entre les deux villages. 

« Le Lord-General avait fait lancer un pont de bateaux et de planches en travers de la Tamise, entre Fulham et Putney, pour acheminer son armée et son artillerie jusqu'au Surrey, pour poursuivre les troupes du Roi ; et il avait ordonné qu'on érigeât des fortins à chaque extrémité pour le défendre ; mais que pour le moment les marins, avec les navires et chaloupes chargés d'artillerie et de mousquetaires, barrent la rivière pour la défendre. »

— Thomas Faulkner, An Historical and Topographical Account of Fulham
En 1720, Robert Walpole (nommé Premier Ministre l'année suivante) , de retour d'une audience auprès de George Ier à Kingston-on-Thames, devait rallier les Communes en toute hâte, mais alors qu'il se présentait au bac de Putney, il trouva les passeurs ivres au Swan Inn, et ne put rien tirer d'eux. Walpole, contraint de faire un long détour, conçut alors l'importance de construire un pont à cet endroit.
Le décret de construction du pont (Fulham and Putney Bridge Act) fut approuvé in 1726, et construit par le maître-charpentier Thomas Phillips sur des plans d'un ingénieur de la Navy, Jacob Ackworth. Inauguré le 29 novembre 1729, et situé un peu plus en aval que le pont actuel, ce pont levant en bois resta en exploitation jusqu'en 1886 et s'appelait le « pont de Fulham ». C'était alors l'unique pont de la Tamise avant London Bridge et Kingston Bridge.